# 석수 (조각)

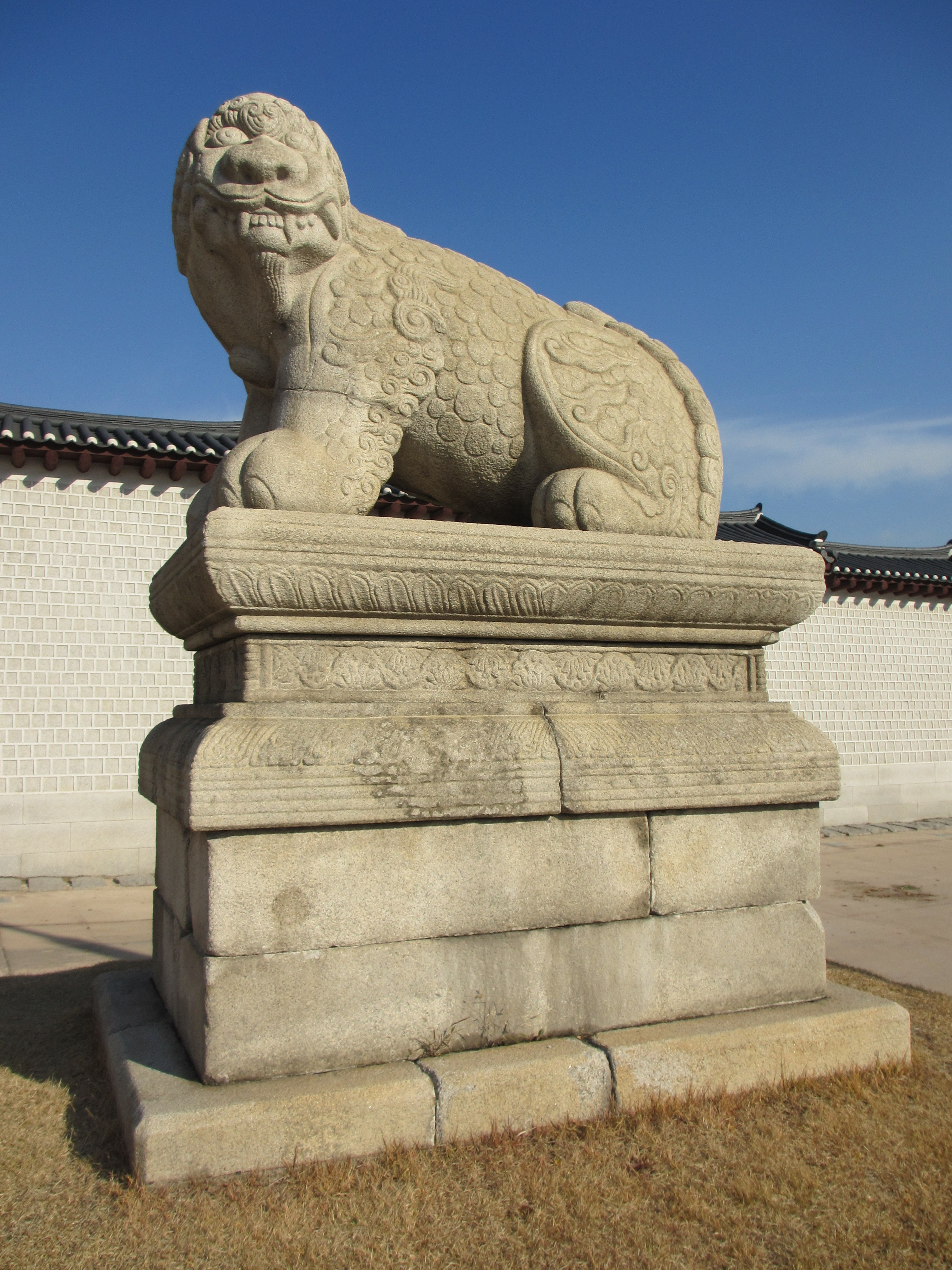
경복궁의 해태상

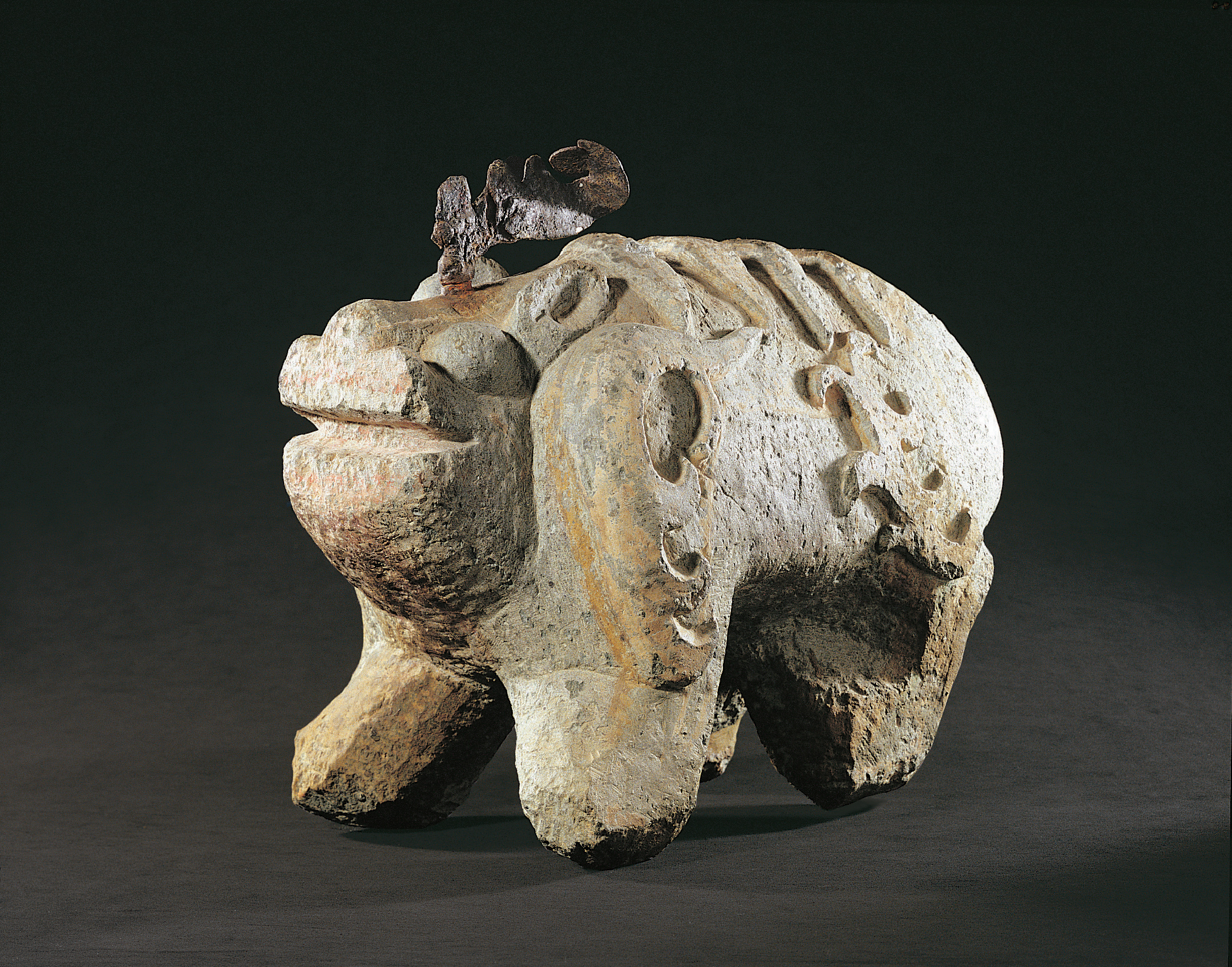
무령왕릉 석수

석수(石獸)는 궁이나 무덤 앞에 놓는 동물 모양의 석상이다.

## 같이 보기
- 무령왕릉 석수
- 진묘수